# Andreamalama
Andreamalama est une commune rurale malgache dans le district d'Isandra, dans la partie nord de la région Haute Matsiatra.